# Grace Hoffman
Grace Hoffman, właśc. Goldie Hoffman (ur. 14 stycznia 1925 w Cleveland w stanie Ohio, zm. 26 lipca 2008 w Stuttgarcie) – amerykańska śpiewaczka operowa, mezzosopran.

## Życiorys
Ukończyła studia filologiczne i muzykologiczne na Western Reserve University w Cleveland, następnie uczyła się śpiewu u Friedricha Schorra w Nowym Jorku i Mario Basioli w Mediolanie. W 1951 roku wygrała konkurs wokalny w Lozannie, w tym samym roku zadebiutowała jako śpiewaczka operowa rolą Kapłanki w Aidzie we Florencji, wystąpiła też w Zurychu jako Azucena w Trubadurze. W 1955 roku została członkiem zespołu Württembergische Staatstheater w Stuttgarcie. Gościnnie występowała w La Scali, Covent Garden Theatre i Operze Wiedeńskiej. W 1957 roku rolą Brangeny w Tristanie i Izoldzie debiutowała na festiwalu w Bayreuth. Rolę tę kreowała też w 1958 roku podczas swojego debiutu w nowojorskiej Metropolitan Opera. W 1961 roku wystąpiła na florenckim Maggio Musicale Fiorentino w roli Ortrudy w Lohengrinie. Od 1978 roku prowadziła klasę śpiewu w Hochschule für Musik w Stuttgarcie.
Zasłynęła przede wszystkim jako interpretatorka ról w operach Richarda Wagnera i Giuseppe Verdiego, do jej popisowych ról należały Brangena w Tristanie i Izoldzie, Kundry w Parsifalu i Eboli w Don Carlosie.